# 小窑湾站
小窑湾站位于中华人民共和国辽宁省大连市金州区辽河中路，是大连地铁3号线的地铁车站，于2006年12月18日开通启用。
本站最初为预留车站，后因车站周边发展需要而加设车站。

## 位置
小窑湾站位于金州新区辽河东路南侧，小窑湾北。

## 车站结构
小窑湾站为侧式站台地面站。
| F1 站台 | 侧式站台，开右边门 | 侧式站台，开右边门             |
| F1 站台 | 轨道               | ← █ 3号线往大连站方向（双D港） |
| F1 站台 | 轨道               | █ 3号线往金石滩方向（金石滩）→ |
| F1 站台 | 侧式站台，开右边门 |                                |
| F1 站厅 | 站厅               | 自动售票机、进站闸机           |

## 车站出口
本站设有2个出入口，均位于辽河东路东南侧。
| 出口编号 | 出口指示 | 建议前往的目的地                         |
| -------- | -------- | ---------------------------------------- |
| 出口 · A |          | 辽河东路、大连电瓷集团、小窑湾管理委员会 |
| 出口 · B |          | 辽河东路、董家沟植物园                   |

## 附近公交线路
- A/B出入口 - 昌赫807路、开发区17路公交车。